# Guðmundur Guðmundsson

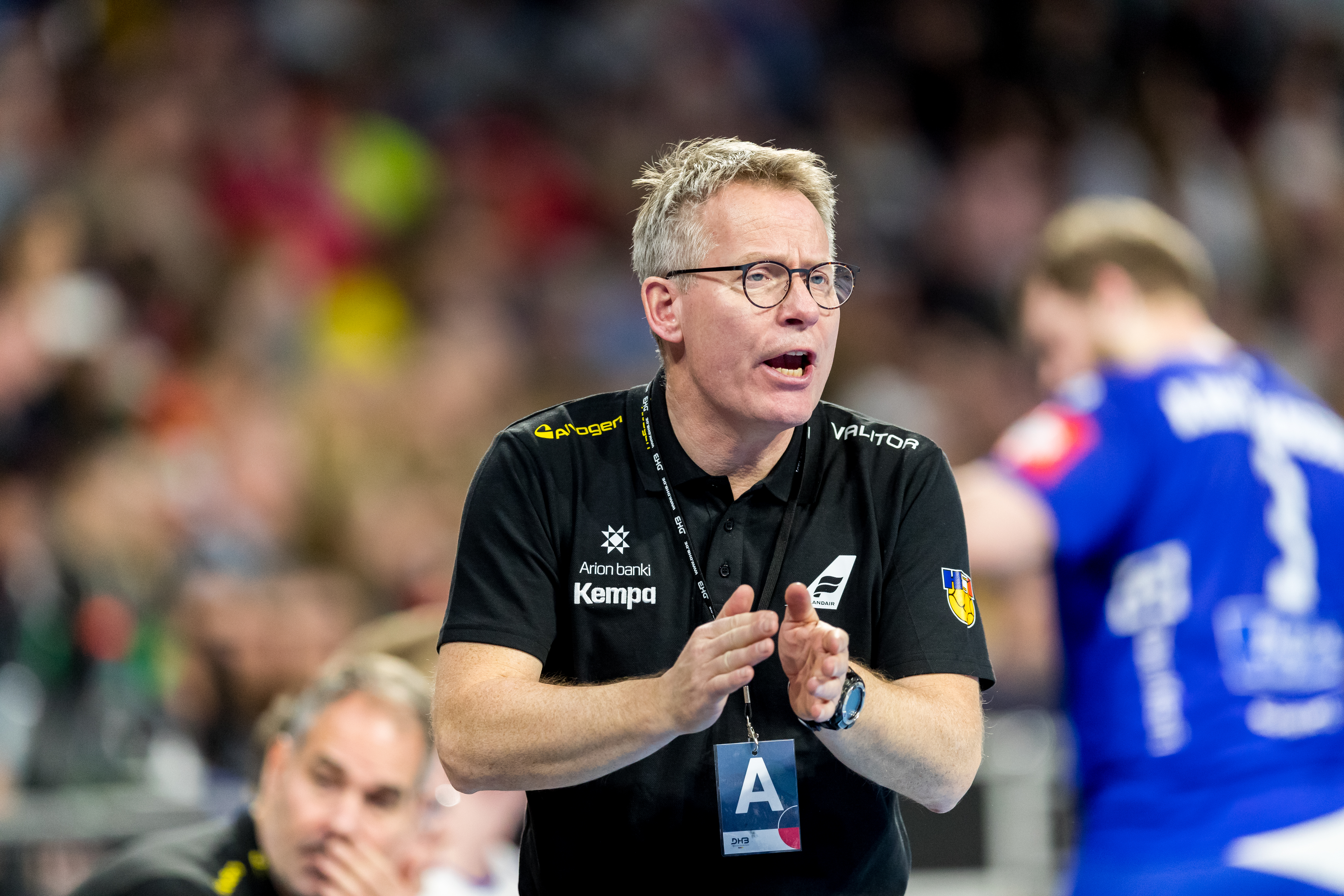
Guðmundur Guðmundsson 2020

Guðmundur Þórður Guðmundsson (Reikiavik, 23 de diciembre de 1960) es un entrenador de balonmano islandés, actual seleccionador de la Selección de balonmano de Islandia.

## Trayectoria

### Como jugador
- Víkingur Reykjavík: 1967-1989 (jugador), 1989-1992 (entrenador-jugador)
- Afturelding Mosfellsbær: 1992-1995 (entrenador-jugador)
- Selección de Islandia: (230 internacionalidades, 356 goles)[1]

### Como entrenador
- Víkingur Reykjavík: 1967-1989 (jugador), 1989-1992 (entrenador-jugador)
- Afturelding Mosfellsbær: 1992-1995 (entrenador-jugador)
- Fram Reykjavík: 1995-1999
- TSV Bayer Dormagen: 1999-2001
- Selección de Islandia: 2001-2004
- Fram Reykjavík: 2005-2007
- Selección de Islandia: 2008-2012
- GO Gudme Svendborg TGI junio-diciembre de 2009
- Rhein-Neckar Löwen: 2010-2014
- Selección de Dinamarca: 2014-2017
- Selección de Baréin: 2017-2018
- Selección de Islandia: 2018-actualidad

## Palmarés

### Como jugador
- 6 ligas de Islandia: 1980, 1981 , 1982, 1983, 1986, 1987.
- 6 copas de Islandia: 1979, 1983, 1984 , 1985, 1986, 1987.

### Como entrenador
- Medalla de plata en los Juegos Olímpicos de Pekín de 2008.
- Medalla de bronce en el Campeonato de Europa de 2010.
- 1 Copa EHF: 2012-13.
- 2 ligas de Islandia: 2006, 2007.